# ペルセウス座カッパ星
ペルセウス座κ星（ペルセウスざカッパせい、κ Per）は、ペルセウス座の恒星である。
ペルセウス座κ星は、分光二重星からなる三重連星系である。

## 名称
2017年9月5日、国際天文学連合の恒星の固有名に関するワーキンググループは、Misam をペルセウス座κ星Aaの固有名として正式に承認した。